# بكري حسن صالح
بكري حسن صالح خيري  شغل منصب النائب الأول للرئيس السوداني. عُيّن في 8 ديسمبر 2013_ 23 فبراير 2018م.
وفي 2 مارس 2017م تم تعيينه رئيساً للوزراء في جمهورية السودان كأول رئيس وزراء في حكومة الإنقاذ التي تولت السلطة في يونيو 1989.
وظل حتى 10 سبتمبر 2018 م بعد أن حل الرئيس عمر البشير حكومة الوفاق الوطني وخلفه معتز موسى ثم محمد طاهر ايلا والتي تم تشكيلها عقب الحوار الوطني مارس 2017.

## المراحل التعليمية
درس بمدرسة الحفير الأولية الصغرى وأكمل المرحلة الأساسية بمدرسة آبرسي الأولية

## حياته
من مواليد قرية حفير مشو شمال دنقلا 1949م. تأثر الفريق أول ركن بكري حسن صالح بالقائد معمر القذافي وذلك عندما كان في المرحلة الثانوية.[بحاجة لمصدر]

## الخبرات العلمية والعملية
من دنقلا الثانوية انتقل إلى الكلية الحربية الدفعة 24 وتخرج برتبة ملازم وعمل في عدة مواقع في مختلف ولايات السودان. خاصة في حرب الجنوب التي اشتعلت منذ العام 1980، وشارك في الإعداد والتخطيط لانقلاب 30 يونيو 1989م ولعب دوراً محورياً في نجاح ما تسمى بثورة الإنقاذ الوطني. وهو عضو مجلس قيادة الثورة الوحيد الذي ظل بعيداً عن الإقصاء والتهميش حيث ظل بكري وحيداً في السلطة وفي دائرة الفعل السياسي.